# Asha-Rose Migiro
Asha-Rose Mtengeti Migiro, född 9 juli 1956 i Songea, Ruvuma, Tanzania, är en tanzanisk advokat och politiker som från 2007 till 2012 var vice generalsekreterare i Förenta nationerna.
Hon utsågs den 5 januari 2007 
 och började sin tjänst formellt den 1 februari samma år. Hon var FN:s tredje vice generalsekreterare och den första afrikanska kvinna på posten.
Migiro är utbildad advokat från Dar es-Salaams universitet och har doktorerat vid Universität Konstanz i Tyskland. Efter en akademisk karriär som undervisare vid universitetet i Dar es-Salaam utsågs hon till utvecklings- och familjeminister år 2000 och till utrikesminister den 4 januari 2006.
Efter avslutad tjänst vid FN återvände hon till tanzanisk politik och var justitieminister 2014–2015. Den 15 februari 2016 utsågs hon till ambassadör (high commisioner) i Storbritannien av  president John Magufuli.
Hon är gift med Cleophas Migiro, och har två döttrar.